# Wentworth Resources
Wentworth Resources plc, vormals Artumas Group Inc., ist ein kanadischer Energieproduzent.
Die Firma fördert Erdgas in Tansania und betreibt dort ein Gasturbinenkraftwerk. In Mosambik sucht das Unternehmen nach Erdölvorkommen. Artumas ist an der Börse Oslo notiert (ISIN CA04317T1066).
Im September 2010 änderte Artumas den Namen in Wentworth Resources Limited.